# Gilera Saturno Bialbero Piuma
La Gilera Saturno Bialbero 600 Piuma è una motocicletta da competizione della casa Gilera costruita per gareggiare nel Campionato Italiano Velocità, categoria Supermono, prodotta a partire dal 1990 in 51 esemplari di cui 1 "fuori serie" assemblato, con pezzi di scorta, in tempi successivi alla cessata produzione ufficiale.

## Il contesto
Il suo nome rende omaggio a un'altra motocicletta della stessa marca, la Gilera Saturno 500 "Piuma", celebre monocilindrica da competizione degli anni cinquanta.
La Piuma andava a sostituire nella gamma Gilera la Gilera Saturno Bialbero 560, versione da competizione della Gilera Saturno Bialbero 500
Tutti gli esemplari furono costruiti su ordinazione dei piloti, assemblati e messi a punto manualmente nel reparto corse Gilera.

## Descrizione
La moto riprende l'estetica e le colorazioni della Gilera SP, è dotata del motore monocilindrico bialbero progettato da Cesare Bossaglia, "Tipo Bi4", derivato dalla serie che equipaggiava anche le contemporanee Gilera RC600 e Gilera Nordwest 600, portato a 558 cm³ e opportunamente elaborato per raggiungere la potenza di circa 60 CV.
Il telaio, tipo "Twinbox", è formato a doppio trave superiore trafilato e nervato, in lega leggera "Carpental", ruote in lega a tre razze, impianto frenante Brembo con pinze e dischi ricavati dal pieno..